# Bella Center

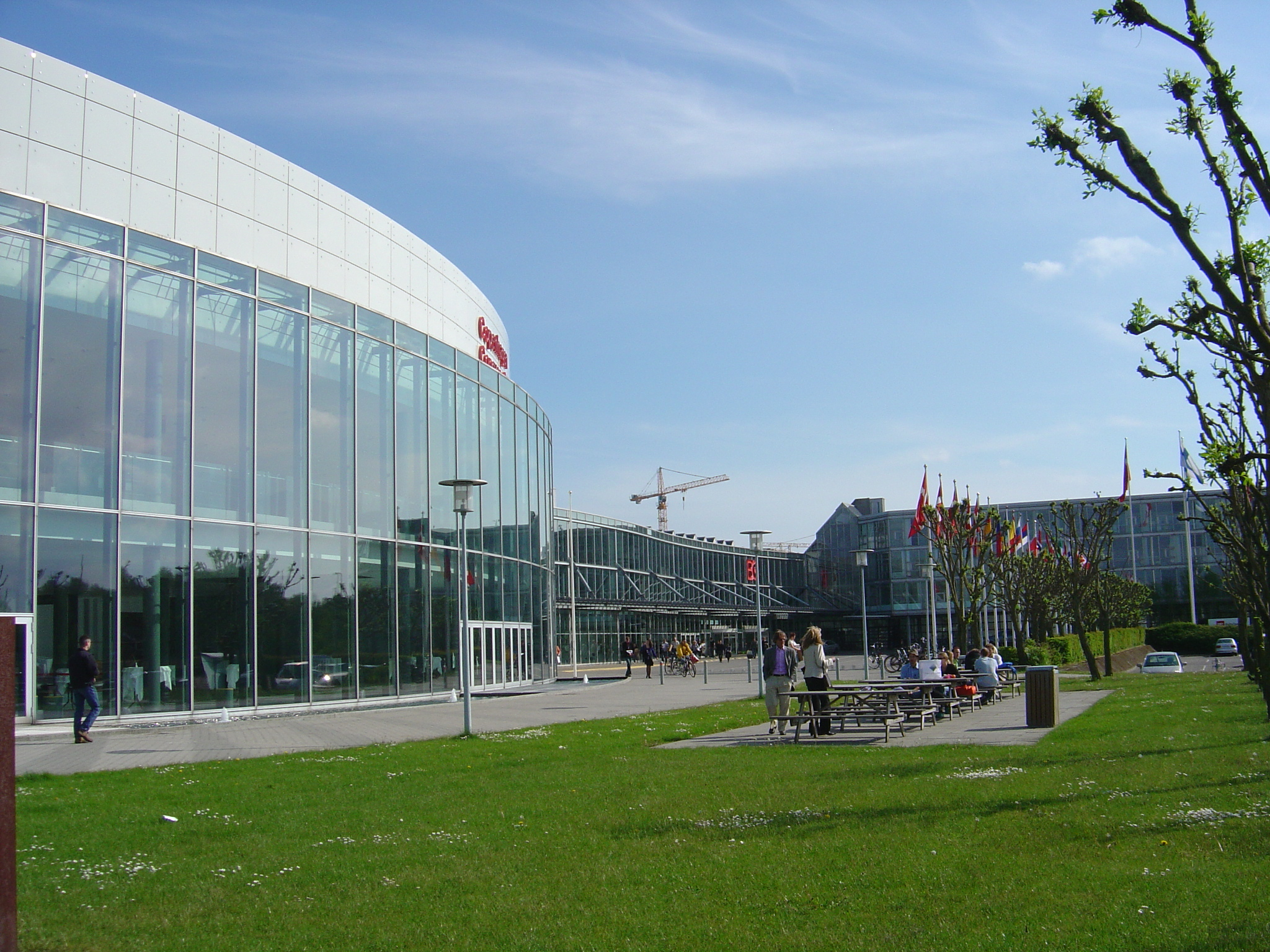
Bella Center

Bella Center é um centro de exibições/conferencias da cidade de Copenhague, (Dinamarca). Está localizado em Ørestad, junto da estação Bella Center. 
Em 2 de Outubro de 2009 acolheu a 121ª sessão do Comitê Executivo do COI, na qual a cidade do Rio de Janeiro foi escolhida como sede dos Jogos Olímpicos de 2016. Dois meses depois, recebeu lideranças mundiais na Conferência das Nações Unidas sobre as Mudanças Climáticas de 2009.